# Lorigné
Lorigné é uma comuna francesa na região administrativa da Nova Aquitânia, no departamento de Deux-Sèvres. Estende-se por uma área de 11,1 km². Em 2010 a comuna tinha 307 habitantes (densidade: 27,7 hab./km²).